# 肌かき器

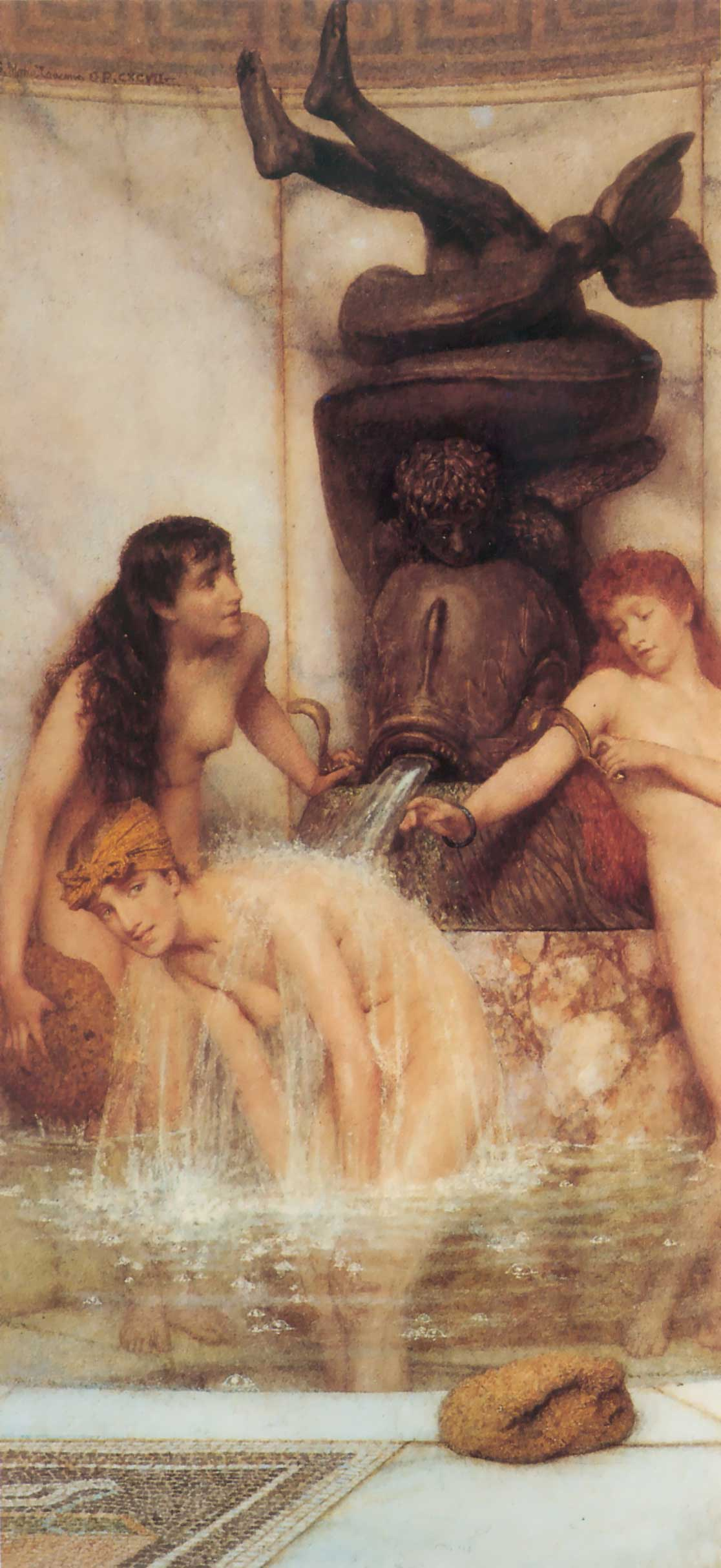
Strigils and sponges (1879) ローレンス・アルマ＝タデマ画

肌かき器（strigil）は、小さな曲がった金属製器具であり、石鹸が一般に普及する以前、古代ギリシアや古代ローマで肌から汚れや汗をかきとるのに使った。まず香油を皮膚に塗り、その後肌かき器で汚れと共にこすり落とす。裕福な人々は、奴隷にこれをやらせた。肌かき器は古代ローマの公衆浴場でよく使われていた。
strigil sarcophagus とは、肌かき器を思わせるS字形の並列な溝が刻まれたサルコファガスである。

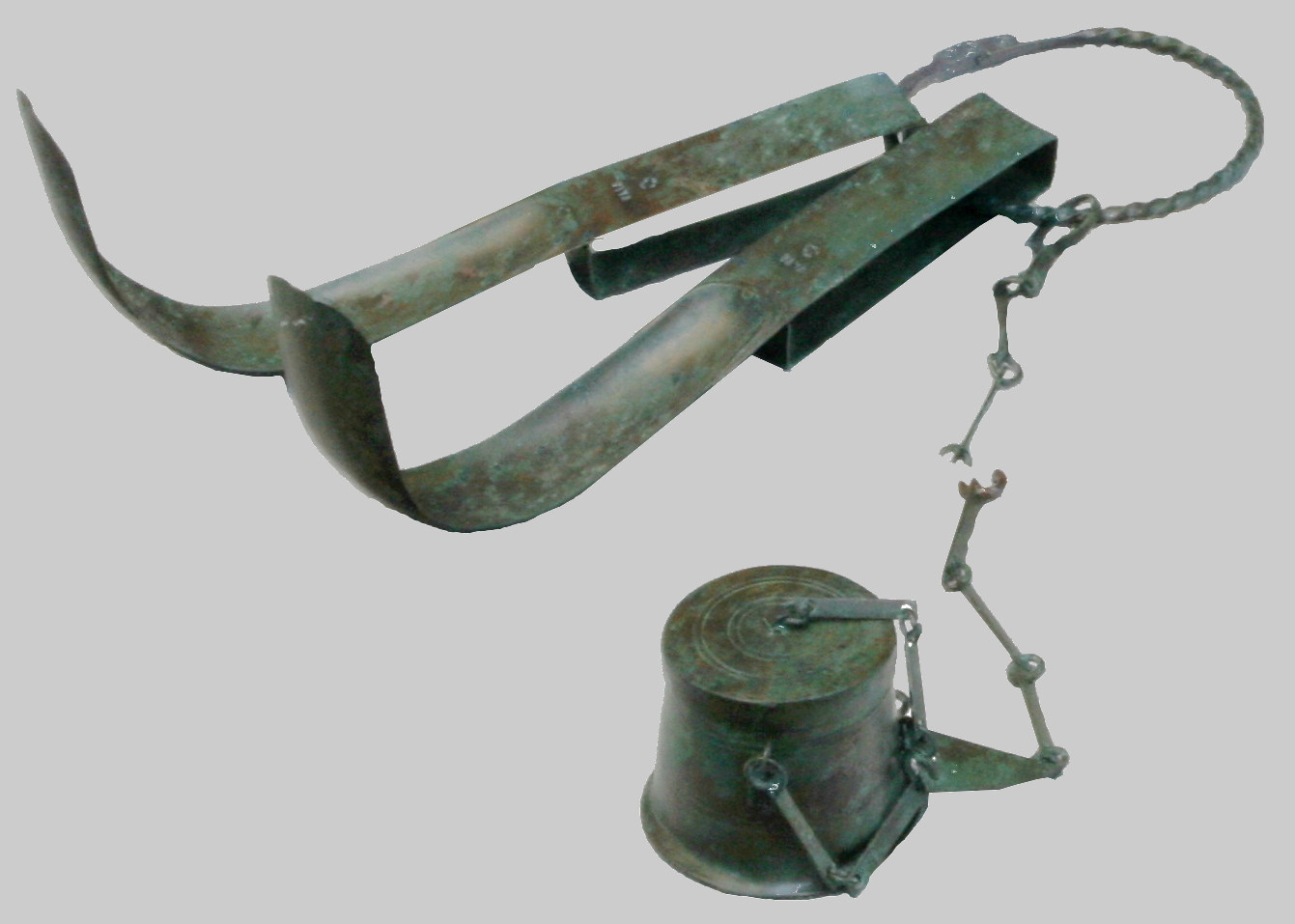
古代ローマの肌かき器。紀元前1世紀
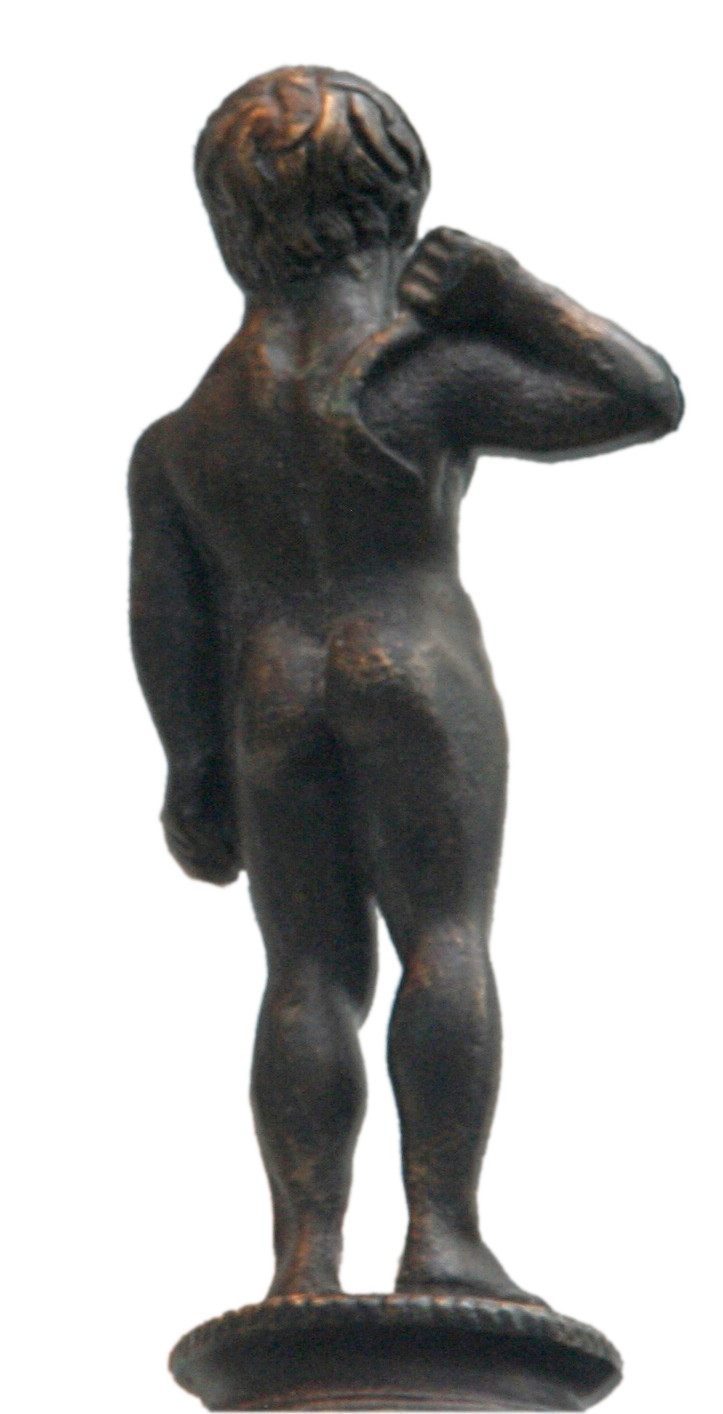
アポクシューオメノス。肌かき器を使っている若者の像
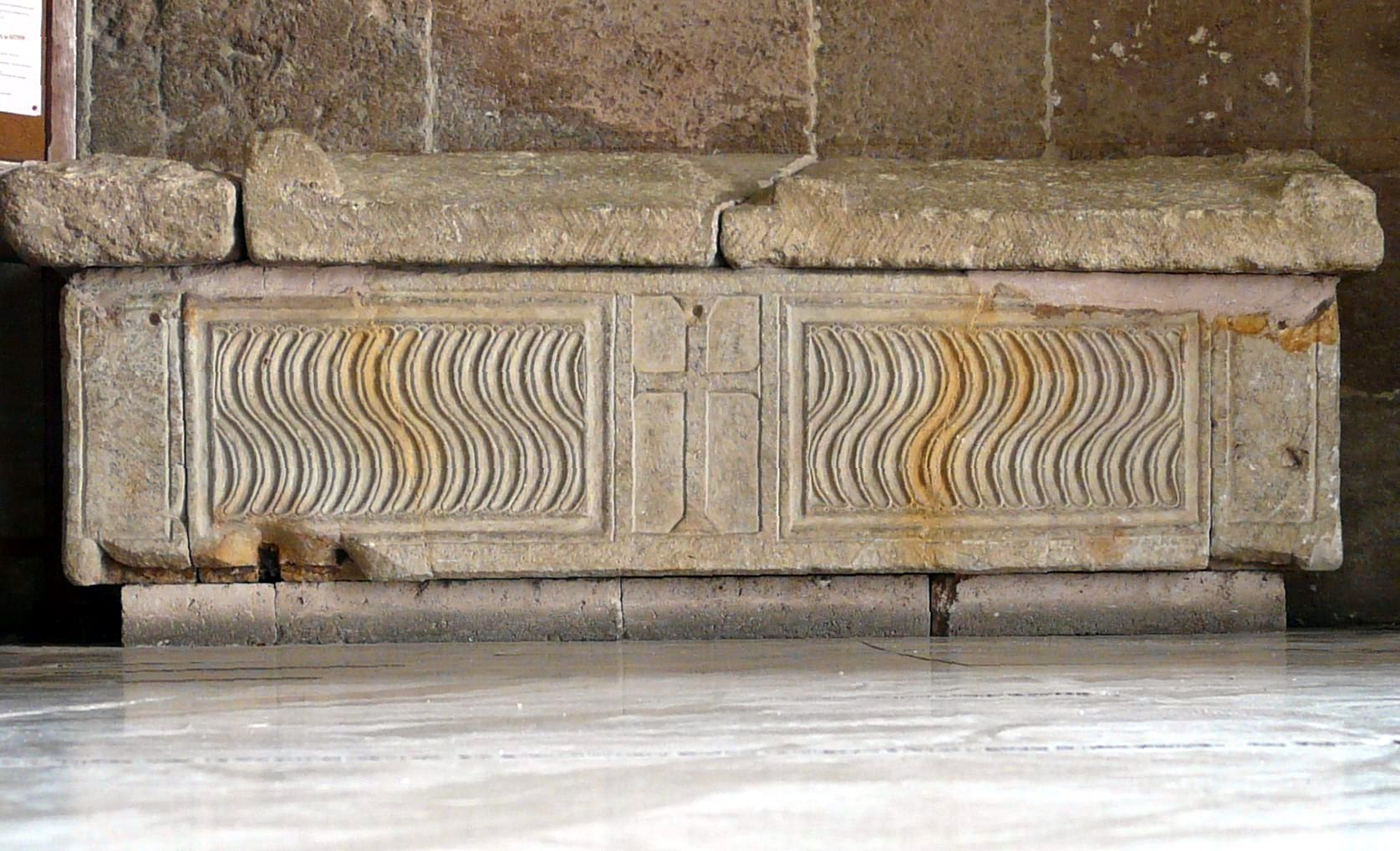
Strigil Sarcophagus（マルセイユのサン・ヴィクトール修道院）